# Transilvanian Hunger
Transilvanian Hunger četvrti je studijski album norveškog black metal-sastava Darkthrone. Album je 17. veljače 1994. godine objavila diskografska kuća Peaceville Records. Ovo je prvi album na kojem su sudjelovali samo Nocturno Culto i Fenriz jer je gitarist Zephyrous 1993. godine napustio grupu. Sastav će do danas ostati duo.
Album stilistički nastavlja black metal izričaj svoja dva prethodnika, albuma A Blaze in the Northern Sky i Under a Funeral Moon; međutim, izazvao je kontroverze zbog natpisa "Norsk Arisk Black Metal" ("Norveški arijanski black metal") na svojoj poleđini i tekstova pjesama koje je napisao Varg Vikernes. Povrh toga, neke su provokativne izjave bubnjara Fenriza u vezi albuma dovele do privremenog bojkota sastava u određenim metal medijima.

## O albumu
Skladanje pjesama i snimanje albuma trajalo je dva tjedna. Fenriz je svirao na svim glazbalima, dok je Nocturno Culto samo pjevao. Album je bio snimljen pomoću 4-kanalnog magnetofona koji je bio postavljen u Fenrizovoj spavaćoj sobi (koju je skupina prozvala "Necrohell Studios"). Nakon što je završio sa snimanjem instrumenata, Fenriz je poslao svoje tekstove pjesama Nocturnu Cultu kako bi mogao snimiti vokalne dionice. Ovaj album i Panzerfaust jedini su Darkthroneovi uradci s ovakvim aranžmanom (međutim, Fenriz recitira na posljednjoj Panzerfaustovoj skladbi).
Tekstove posljednjih četiri pjesama napisao je Varg Vikernes koji je u svibnju 1994. godine bio osuđen na 21 godinu zatvora zbog ubojstva Øysteina "Euronymousa" Aarsetha. Suradnju s Vikernesom započeo je Fenriz, koji mu je želio omogućiti da govori preko svojih tekstova kad već nije mogao komunicirati s vanjskim svijetom tijekom svojeg boravka u zatvoru. Nocturno Culto nikad nije upoznao Vikernesa. Vikernes je kasnije napisao i tekst za pjesmu "Quintessence" koja se pojavila na albumu Panzerfaust, ali je u doba objave tog albuma već bio u zatvoru.
Neki obožavatelji shvaćaju naziv albuma kao aluziju na Pera Yngvea "Deada" Ohlina, nekadašnjeg pjevača grupe Mayhem, jer je 8. travnja 1991. godine, na dan svojeg samoubojstva, nosio majicu na kojoj je pisalo "I ♥ Transylvania", što se vidi i na naslovnici bootlega Dawn of the Black Hearts. Naslovnica Transilvanian Hungera nastavlja tradiciju svoja dva prethodnika te ponovo prikazuje crno-bijelu sliku pozirajućeg člana grupe kako nosi corpse paint, u ovom slučaju Fenriza koji drži svijećnjak. Ovo se također smatra aluzijom na Deada jer je on na naslovnici koncertnog albuma Live in Leipzig također nosio corpse paint i nosio svijećnjak u ruci. Drugačija interpretacija naslova albuma smatra da se, sudeći po tekstu naslovne skladbe, aludira na vampirizam.
Transilvanian Hunger bio je objavljen 17. veljače 1994. i sve do albuma The Cult Is Alive bio je posljednji Darkthroneov album koji je objavila diskografska kuća Peaceville Records jer su obveze ugovora za objavu četiri albuma bile izvršene. Za svoj je sljedeći album skupina potpisala ugovor s Moonfog Productionsom, kućom kojom je rukovodio Sigurd "Satyr" Wongraven, pjevač i gitarist grupe Satyricon.

## Objava
Izvorno su bile objavljene dvije CD inačice (od kojih je drugu objavio Music for Nations) te jedna vinilna inačica albuma. Na poleđinama tih inačica nalazili su se slogani "True Norwegian Black Metal" ("Istinski norveški black metal") i "Norsk Arisk Black Metal" ("Norveški arijanski black metal"); ideju za ove slogane predložio je Fenriz. Zbog negativnih reakcija mnogih prodavača potonja je fraza ubrzo bila maknuta. Sastav je izvorno želio objaviti i kontroverznu izjavu kako bi obilježio objavu albuma te ona glasi: "Htjeli bismo izjaviti da Transilvanian Hunger ne može biti kritiziran. Ako ga tkogod pokuša kritizirati, trebalo bi ga se u potpunosti gledati svisoka zbog njegovog očito židovskog ponašanja." U priopćenju za tisak Peaceville Records objavio je i ovaj komentar i svoju repliku, grdeći takvo mišljenje, ali i priznajući da ne može cenzurirati svoje glazbenike. Darkthrone je kasnije objavio službenu ispriku pod Peacevilleovim nalogom, izjavljujući da je iskoristio riječ "arisk" ("arijanski") u kontekstu značenja "istinskog" ili "čistog" te da je pridjev "židovski" bio norveški mladenački sleng za "idiotski". Sastav je sljedeće godine na svoj idući album Panzerfaust uvrstio sljedeću izjavu: "Darkthrone sigurno nije ni nacistička ni politička grupa. Vi koji još tako mislite, možete vječno lizati šupak Majci Mariji". Fenriz se kasnije odrekao tih prošlih izjava, opisavši ih "odvratnima" te izjavivši da je u to doba prolazio kroz fazu tijekom koje je bio "ljut na nekoliko rasa". O optužbama koje su obilježavale Darkthrone kao desničarski sastav Nocturno Culto je kasnije komentirao "da DARKTHRONE nikad nije bio politički sastav" te da se "glazba i politka ne miješaju". Reizdane inačice CD-a pojavile su se 2001. (u kartonskom omotu) i 2003. (u obliku digipaka koji je sadržavao bonus video intervju). Na poleđinama oba izdanja bio je uklonjen izraz "Norsk Arisk Black Metal" te je jedino preostao slogan "True Norwegian Black Metal". Također, bile su objavljene i nove vinilne inačice albuma; prvu je 2002. godine u ograničenoj nakladi od 2000 primjeraka objavio Peaceville, dok je drugu 2005. godine u ograničenoj nakladi od 1000 primjeraka u obliku Picture-LP-a objavio Back on Black.
Završetak pjesme "As Flittermice as Satans Spys" sadrži zamaskiranu poruku; kada se taj dio pjesme pusti unazad, glas izgovara rečenicu "In the name of God, let the churches burn" ("U ime Boga, neka crkve gore").

## Glazbeni stil i tekstovi
U usporedbi s prijašnjim pjesmama grupe skladbe na ovom albumu puno su kraće. Iako se Darkthrone već prije u velikoj mjeri počeo koristiti tehnikom minimalizma, na Transilvanian Hungeru ta tehnika doživljava svoj vrhunac. Primjerice, naslovna je pjesma utemeljena na tri slična gitaristička rifa koji se ponavljaju malo dulje od šest minuta uz isti tempo i bubnjarski ritam koji se samo ponegdje mijenja uz pomoć fillova i breakova.
Još je jedno karakteristično svojstvo albuma melodičan razvoj rifova. Primjerice, u naslovnoj je pjesmi prvi rif baziran na kromatskoj ljestvici (d''-c''-h'-c'') s glavnim tonom i power akordima. Disonancu čini seksta dur.
Sama produkcija djelomično se razlikuje od prethodnih radova grupe, što se vidi po prigušenijem zvuku instrumenata.
Uz suradnju s Vargom Vikernesom, koji se posvetio poganskim, mističkim i okultističkim temama, na ovom je albumu također i velik broj pjesama napisan na norveškom jeziku. Tekst pjesme "Over fjell og gjennom torner" završava rasističkom izjavom:
| Norveški izvornik Den Norrøne Rase må Slakte den andre Nar blåmenn dunker for tungt pa var dør |  | Prepjev na hrvatski Nordijska rasa mora zaklati drugu Ako plavi ljudi [misli se na crnce] prejako pokucaju na naša vrata |

## Popis pjesama
Glazba: Fenriz.
| 1.    | »Transilvanian Hunger«                                          | Fenriz            | 6:10 |
| 2.    | »Over fjell og gjennom torner« (Preko planina i kroz trnje)     | Fenriz            | 2:29 |
| 3.    | »Skald av Satans sol« (Bard Sotoninog Sunca)                    | Fenriz            | 4:29 |
| 4.    | »Slottet i det fjerne« (Dvorac u daljini)                       | Fenriz            | 4:45 |
| 5.    | »Graven tåkeheimens saler« (Dvorane groba maglenog kraljevstva) | Greifi Grishnackh | 4:59 |
| 6.    | »I en hall med flesk og mjød« (U dvorani s mesom i medovinom)   | Grishnackh        | 5:13 |
| 7.    | »As Flittermice as Satans Spys«                                 | Grishnackh        | 5:56 |
| 8.    | »En ås i dype skogen« (Brežuljak u dubokoj šumi)                | Grishnackh        | 5:03 |
| 39:04 |                                                                 |                   |      |

## Recenzije
Budući da je zbog provokativnih izjava i fraza napisanih na poleđini albuma sastav bio nakratko bojkotiran, u određenim metal medijima poput časopisa Rock Hard Transilvanian Hunger izvorno nije bio spomenut niti recenziran. Ovakav je postupak dodatno osnažila činjenica da, kako je sam časopis izjavio, "intervjui s glazbenicima [...] vode u svijet prepun antikršćanstva, slavljenja nasilja i političke gluposti".
Međutim, kritičari su u retrospekciji pozitivno prihvatili album. U pogledu produkcije Wolf-Rüdiger Mühlmann usporedio je Transilvanian Hunger s debitantskim albumom grupe Nattefrost te je zaključio da je Transilvanian Hunger "jedini stopostotni pobjednik na potvrđenoj ljestvici mržnje."
U svojoj je recenziji Niall Kennedy iz webzina Metal Observer izjavio: "Ovaj album ne može dobiti manje od 10 bodova; iako po mom mišljenju nikad ne nadilazi genijalnost "A Blaze in the Northern Skyja" [...], esencijalan je za black metal".
John Serba, glazbeni kritičar sa stranice AllMusic, dodijelio je albumu četiri i pol od pet zvjezdica te je komentirao: "[Na ovom ćete albumu naići na] [...] neprobojan zid buke, 39-minutni nejasan obris gitarističkih rifova koji zvuče poput zujanja komarca, blast beatove i neljudska zavijanja. Album se razmeće pod-podrumskom produkcijom koja podsjeća na daleki radijski prijenos prepun ambijentalne buke; najstrpljiviji slušatelji black metala mogli bi naći jestive komadiće unutar produkcijskog krša, ali samo "Over fjell og gjennom torner" nudi počinak s pauzom u stilu pjesme "Raining Blood" u ovom naletu neurednog, podrumskog, norveškog [...] mljevenja. Transilvanian Hunger diči se velikom ozloglašenošću unutar metal podzemlja zbog svojeg gotovo smiješno antikomercijalnog pristupa; ovim je albumom sastav povratio crnu rupu koja guta svjetlo te bi njegove pjesme mogle biti ugledne ispod svih ovih ruševina, ali [...] neka vam je sa srećom kad ih budete tražili. [...] Poput većine Darkthroneovog ranijeg materijala [ovaj je album] neugodno iskustvo, poput kakve zubarske bušilice, tijekom kojeg će se samo najgrješniji od najgrješnijih praviti da uživaju".

## Zasluge
| Darkthrone - Fenriz – gitara, bas-gitara, bubnjevi, model na naslovnici - Nocturno Culto – vokali | Ostalo osoblje - Greifi Grishnackh – tekstovi (pjesama 5-8) - Tomas Lindberg – logotip - Nimbus – mastering (za Europsko izdanje) - Myking – mastering (za britansko izdanje) - Tania Stene – ilustracije (nije spomenuta u knjižici albuma) |